# Конституція СРСР 1924 року
Конституція СРСР 1924 — перша конституція СРСР. Остаточно затверджена 2-м з'їздом рад СРСР 31 січня 1924, однак була введена в дію відразу після попереднього затвердження 2-ю сесією ЦВК СРСР 1-го скликання 6 липня 1923. У 1920-х рр. називалася Конституцією СРСР 1923, а день Конституції святкувався 6 липня, і лише згодом, враховуючи різний формальний статус тих вищих органів влади СРСР, які її затверджували, в літературі її стали називати юридично правильно – Конституцією СРСР 1924.
Її текст розроблявся згідно з відповідною постановою 1-го з'їзду рад СРСР на основі двох прийнятих цим з'їздом 30 грудня 1922 актів – декларації й договору про утворення СРСР.
10 січня 1923 Президія ЦВК СРСР створила 6 комісій для розроблення актів конституційного значення – про РНК, Раду праці та оборони СРСР і союзні наркомати; про бюджет; про Верховний Суд і ОДПУ; про прапор і герб СРСР; про ЦВК СРСР і його членів; про організацію наркоматів СРСР. 13 січня 1923 з першої комісії була виділена підкомісія з попередньої підготовки Конституції СРСР і проєктів окремих положень, яка поступово перетворилась у центр з розгляду всіх конституційних питань. У радянській літературі її називали (іноді разом з ін. комісіями) першою Конституційною комісією ЦВК СРСР або просто комісією ЦВК СРСР.
Паралельно в союзних республіках були створені конституційні комісії для розгляду і уточнення текстів декларації та договору про утворення СРСР.
В основу роботи комісії ЦВК СРСР, яка складалася тільки з представників РСФРР, був покладений проєкт Конституції СРСР, розроблений Всеросійським ЦВК. Його обговорення завершили, як і планувалося, в середині лютого 1923.
Наприкінці лютого 1923 Пленум ЦК РКП(б) ухвалив рішення про двопалатну структуру ЦВК СРСР. Для внесення відповідних змін у проєкт Конституції СРСР було подовжено діяльність комісії ЦВК СРСР, і перенесено на липень 1923 скликання чергової сесії ЦВК СРСР, що мала затвердити текст Конституції СРСР. Пленум ЦК РКП(б) створив також комісію ЦК РКП(б) на чолі з Й.Сталіним, яка мала керувати всією роботою з підготовки Конституції СРСР.
Певні корективи в роботу над проєктом Конституції СРСР були внесені після XII з'їзду РКП(б), який відбувся у квітні 1923. Тоді ж Президія ЦВК СРСР створила нову розширену комісію для опрацювання проєкту конституції у складі 25 осіб під головуванням М.Калініна. На початку червня 1923 до неї надійшли проєкти Конституції СРСР, розроблені ЦВК Білоруської СРР і Конституційною комісією УСРР (одним з авторів останнього проєкту був голова РНК УСРР Х.Раковський; (див. Український проєкт Конституції СРСР 1924).
ЦВК Закавказької СФРР свого проєкту не розробляв, він приєднався до проєкту комісії ЦВК СРСР (фактично це був проєкт, розроблений Всеросійським ЦВК), запропонувавши до нього лише кілька уточнень, змін і доповнень.
Однак на перше засідання розширеної комісії ЦВК СРСР 8 червня 1923 було винесено лише два проєкти конституції: від комісії ЦВК СРСР і від УСРР. За основу при обговоренні Конституції СРСР було взято перший з них, оскільки він був 5–6 червня 1923 попередньо схвалений комісією ЦК РКП(б). Український проєкт було визнано неприйнятним, а пізніше на 4-й нараді ЦК РКП(б) піддано критиці за його т. зв. конфедералізм.
Проєкт конституції, прийнятий 16 червня 1923 розширеною комісією ЦВК СРСР, 25 червня 1923 розглянула комісія ЦК РКП(б), вона внесла до нього істотні зміни, спрямовані на посилення ролі загальносоюзного центру. 26–27 червня 1923 пленум ЦК РКП(б) розглянув проєкт конституції, а потім його обговорили на спеціальних сесіях ЦВК союзних республік. Після цього 6 липня 1923 2-га сесія ЦВК СРСР 1-го скликання прийняла постанову "Про введення в дію Конституції СРСР", якою передбачила внести текст конституції на остаточне затвердження 2-го з'їзду рад СРСР. Другий з'їзд рад СРСР затвердив конституцію постановою від 31 січня 1924.

## Зміст конституції
Конституція складалася зі вступної частини і 2 розділів – Декларації про утворення Союзу РСР і Договору про утворення Союзу РСР. Договір містив 11 глав:
1. про предмет відання верховних органів влади Союзу РСР;
2. про суверенні права союзних республік і про союзне громадянство;
3. про з'їзд рад Союзу РСР;
4. про ЦВК Союзу РСР;
5. про Президію ЦВК Союзу РСР;
6. про РНК Союзу РСР;
7. про Верховний Суд Союзу РСР;
8. про народні комісаріати Союзу РСР;
9. про Об'єднане державне політичне управління;
10. про союзні республіки
11. про герб, прапор і столицю Союзу РСР.

У вступній частині коротко йшлося про політико-правові передумови прийняття конституції та структуру. Частина була ухвалена спеціальним голосуванням на 2-й сесії ЦВК СРСР 1-го скликання 6 липня 1923 і лише згодом внесена до тексту основного закону.

### 1-й розділ конституції
Текстуально відтворив Декларацію про утворення СРСР, що розглядалася на 1-му з'їзді рад СРСР 30 грудня 1922. У ній проголошувалося, що на відміну від капіталістичних держав лише радянській владі в умовах диктатури пролетаріату вдалося ліквідувати національне пригноблення і налагодити братське співробітництво народів, яке забезпечило перемогу над внутрішніми та зовнішніми ворогами, що в країні припинено громадянську війну і здійснено перехід до мирного господарського будівництва. Визначались причини утворення СРСР: необхідність організації зовнішньої безпеки радянських республік, потреби у відновленні їх народного господарства та інтенсифікації їх економічного поступу, а також розвитку т. зв. інтернаціональної природи радянської влади, яка спонукає трудящі маси всіх країн до об'єднання і створення в майбутньому світової соціалістичної радянської республіки. Декларувалося право кожної республіки на вільний вихід із Союзу РСР.

### 2-й розділ конституції
Був прийнятий на основі видозміненого Договору про утворення СРСР 1922, розмежовувалися компетенції СРСР і союзних республік. До відання СРСР в особі його верховних органів належало:
1. представництво Союзу в міжнародних зносинах, ведення всіх дипломатичних зносин, укладання політичних та іншних договорів з іншими держава; зміна зовнішніх кордонів Союзу, а також регулювання змін кордонів між союзними республіками;
2. укладання договорів про прийняття до складу Союзу нових республік;
3. оголошення війни і укладення миру;
4. укладання зовнішніх і внутрішніх позик СРСР і надання дозволу союзним республікам на зовнішні та внутрішні позики;
5. ратифікація міжнародних договорів;
6. керівництво зовнішньою торгівлею і визначення системи внутрішньої торгівлі;
7. встановлення основ і загального плану всього народного господарства Союзу, визначення галузей промисловості та окремих промислових підприємств, що мають загальносоюзне значення, укладання концесійних договорів – як загальносоюзних, так і від імені союзних республік;
8. керівництво транспортною та поштово-телеграфною справою;
9. організація й керівництво Збройних сил СРСР;
10. затвердження єдиного державного бюджету СРСР – до його складу входили бюджети союзних республік;
11. встановлення загальносоюзних податків і доходів, а також відрахувань від них та надбавок до них, що йдуть на формування бюджетів союзних республік;
12. надання дозволу на додаткові податки і збори на формування бюджетів союзних республік;
13. встановлення єдиної грошової та кредитної системи;
14. визначення загального землеустрою і землекористування, а також користування надрами, лісами та водами по всій території СРСР;
15. формування загальносоюзного законодавства про міжреспубліканські переселення і встановлення переселенського фонду;
16. встановлення основ судоустрою і судочинства, а також цивільного і кримінального законодавства Союзу;
17. розроблення основних законів про працю;
18. встановлення основ у галузі народної освіти;
19. визначення загальних заходів у галузі охорони народного здоров'я;
20. встановлення системи мір та ваги;
21. організація загальносоюзної статистики;
22. розроблення основних законодавства в галузі союзного громадянства щодо прав іноземців;
23. право амністії, яке поширюється на всю території Союзу;
24. скасування постанов з'їздів рад і центральних виконавчих комітетів союзних республік, що порушують Конституцію СРСР;
25. вирішення спірних питань, які виникають між союзними республіками;
26. затвердження й зміна основ Конституції СРСР.

Згідно з 2-ю главою 2-го розділу, суверенітет союзних республік був формально обмежений лише тими предметами, що належали до відання СРСР, а самі республіки мали право вільного виходу з СРСР. Однак фактично ці норми мали декларативний характер. Порівняно з Договором про утворення СРСР 1922 в цій конституції були звужені права республік на врегулювання питань кордонів між собою, дипломатичних відносин, укладення договорів із іноземними державами, встановлення внутрішніх позик тощо, відповідно розширена компетенція центру.
У главах 3–9 2-го розділу визначалася система органів влади СРСР. Верховним органом влади був З'їзд рад СРСР, що  складався з представників міських рад (рад міських поселень) з розрахунку 1 депутат на 25 тис. виборців і представників губернських (з 1925 – окружних) з'їздів рад з розрахунку 1 депутат на 125 тис. виборців (при виборах делегатів на з'їзд рад діяв принцип, згідно з яким надавалася перевага робітничому класові порівняно з селянством та іншими категоріями населення; до виборів не допускалися представники т. зв. експлуататорських класів, однак ці норми закріплювалися безпосередньо в законодавстві союзних республік).

#### Центральний виконавчий комітет СРСР
З'їзд рад скликався ЦВК СРСР один раз на рік (з 1927 – раз на два роки). За рішенням ЦВК СРСР або на вимогу палат ЦВК СРСР могли скликатися позачергові з'їзди.
У період між з'їздами рад верховним органом влади був ЦВК СРСР, він складався з 2-х палат – Союзної ради і Ради національностей. ЦВК обирався з'їздом рад: Рада Союзу СРСР– з представників тільки союзних республік пропорційна до кількості населення кожної з них, а Рада Національностей СРСР – із представників союзних республік, автономних республік і автономних областей. Така система представництва забезпечувала чисельну більшість у ЦВК СРСР представників РСФРР.
ЦВК СРСР мав широкі повноваження у сфері нормотворчої діяльності. Він міг: самостійно видавати кодекси, декрети, постанови, розпорядження, що були обов'язковими до виконання на всій території СРСР; затверджувати, за умови прийняття обома палатами, законопроєкти, які подавалися на його розгляд, надаючи їм силу закону, а також призупиняти чи скасовувати акти Президії ЦВК СРСР, з'їздів рад союзних республік, ЦВК союзних республік та ін. органів влади на території СРСР.
Найбільш важливі нормативно-правові акти, що визначали загальних норми політ. та екон. життя СРСР або вносили корінні зміни в існуючу практику державного органів СРСР, мали обов'язково розглядатись і затверджуватися ЦВК СРСР. Крім цього, ЦВК СРСР об'єднував роботу щодо законодавства й управління СРСР, визначав коло діяльності Президії ЦВК СРСР.
ЦВК СРСР, відповідно до кількості союзних республік, обирав зі свого складу голів ЦВК СРСР і був відповідальним перед з'їздом рад.
ЦВК СРСР працював сесійно. Чергові сесії скликались Президією ЦВК СРСР тричі на рік. Позачергові могли бути скликаними за постановою ЦВК СРСР, на вимогу Президії Союзної ради або Ради національностей чи ЦВК однієї з союзних республік. Засідання палат відбувались спільно або окремо.
У період між сесіями ЦВК СРСР вищим законодавчим, виконавчим і розпорядчим органом влади була Президія ЦВК СРСР. До неї входили в повному складі президії Союзної ради і Ради національностей, ін. члени обиралися на спільному засіданні палат ЦВК СРСР.
Президії ЦВК СРСР надавалися широкі права щодо конституційного контролю: нагляд за втіленням у життя Конституції СРСР та постанов з'їздів рад і ЦВК СРСР; призупинення чи скасування постанов РНК СРСР й окремих наркоматів СРСР, а також ЦВК і РНК союзних республік; призупинення постанов з'їздів рад союзних республік з наступним винесенням цих постанов на розгляд ЦВК СРСР; вирішення питань про взаємовідносини між РНК СРСР і наркоматами СРСР та ЦВК союзних республік і їхніми президіями.
Президія ЦВК СРСР також мала право видавати декрети, постанови й розпорядження; розглядати і затверджувати проєкти декретів та постанов, які вносили РНК СРСР, окремі відомства СРСР, ЦВК союзних республік, їхні президії, ін. органи влади. Президія ЦВК СРСР була відповідальною перед ЦВК СРСР.

#### Рада народних комісарів СРСР
У главі 6-й 2-го розділу конституції закріплювалося правове становище уряду СРСР. РНК СРСР була виконавчим і розпорядчим органом ЦВК СРСР і ним же (ЦВК СРСР) утворювалась. Для обрання РНК СРСР проводилося спільне засідання ЦВК СРСР з окремим голосуванням палат.
РНК СРСР мала право, в межах наданих їй ЦВК СРСР повноважень і на основі Положення про РНК СРСР, видавати декрети й постанови, що були обов'язкові до виконання на всій території СРСР. Проте вказані акти могли, без призупинення їх виконання, бути опротестовані ЦВК союзних республік і їхніми президіями, при цьому відповідні протести повинні були направлятися до Президії ЦВК СРСР. Лише Президія ЦВК або сам ЦВК СРСР мали право призупинити і скасувати постанови та розпорядження РНК СРСР.
Урядові СРСР надавалося право розглядати декрети і постанови, які вносились окремими наркоматами СРСР, ЦВК союзних республік та їхніми президіями.
РНК СРСР складалася з голови, його заступників і 10 нар. комісарів, які очолювали загальносоюзні та об'єднані (союзно-респ.) наркомати. РНК СРСР була відповідальною перед ЦВК СРСР і його Президією.

#### Народні комісаріати
У 8-й главі 2-го розділу конституції йшлося про систему органів державного управління СРСР. Ця система складалася з народних комісаріатів двох категорій – загальносоюзних і об'єднаних.
До загальносоюзних належали комісаріати – закордонних справ, воєнних і морських справ, зовнішньої торгівлі, шляхів сполучення, пошти і телеграфів.
До категорії об'єднаних – вищої ради народного господарства, продовольства, праці, фінансів, робітничо-селянської інспекції.
Загальносоюзні наркомати мали в союзних республіках безпосередньо підпорядкованих їм уповноважених. Органами об'єднаних наркоматів у союзних республіках були відповідні наркомати цих республік.
Керівництво наркоматами СРСР здійснювали наркоми, під їх головуванням перебували колегії відповідних наркоматів. Рішення наркомів СРСР могли бути оскаржені членами останніх. Розпорядження наркомів, у разі їх явної невідповідності конституції, союзному законодавству або законодавству союзної республіки, мали право призупинити ЦВК союзних республік або їхні президії з негайним повідомленням про це РНК СРСР чи відповідного наркома СРСР. Скасувати розпорядження окремих наркомів СРСР могли тільки Президія ЦВК СРСР і РНК СРСР. Наркоми СРСР були відповідальні перед РНК СРСР, ЦВК СРСР і його Президією.

#### Верховний суд СРСР
Окрема 7-ма глава 2-го розділу конституції регламентувала правове становище суд. органів, зокрема Верховного Суду СРСР. До його компетенції належало: надання верховним судам союзних республік керівних роз'яснень у питаннях загальносоюзного законодавства; розгляд і опротестування перед ЦВК СРСР за поданням прокурора Верховного Суду СРСР постанов, рішень і вироків верховних судів союзних республік у випадку їх невідповідності загальносоюзному законодавству або якщо вони посягали на інтереси ін. республік; надання висновків на вимогу ЦВК СРСР про законність (відповідність Конституції СРСР) постанов союзних республік; вирішення суд. спорів між союзними республіками; розгляд справ щодо звинувачення вищих посадових осіб Союзу у злочинах за посадою.
Структурно Верховний Суд СРСР складався з цивільно-суд., кримінально-суд., воєн. та воєнно-транспортної колегій. Функціонувало також пленарне засідання Верховного Суду СРСР у складі 11 членів Верховного Суду СРСР, у т. ч. голови і його заступника, 4 голів пленарних засідань верховних судів союзних республік і одного представника Об'єднаного державного політ. управління (ОДПУ). Пленарні засідання формували суд. присутствія (склади) для розгляду кримінальних і цивільних справ виняткової важливості та справ персональної підсудності членів ЦВК СРСР і РНК СРСР.
Глава 7-ма визначала також правове становище прокурора Верховного Суду СРСР. Він і його заступник призначалися Президією ЦВК СРСР. Прокурор був зобов'язаний: давати висновки з питань, що підлягали розглядові Верховного Суду СРСР; підтримувати обвинувачення в засіданнях Верховного Суду; опротестовувати, у разі незгоди, рішення пленарного засідання Верховного Суду СРСР до Президії ЦВК СРСР.
Право направляти справи на розгляд Верховного Суду СРСР надавалося ЦВК СРСР, його Президії, прокуророві Верховного Суду СРСР, прокурорам союзних республік і ОДПУ.

#### Об'єднане державне політичне управління
У 9-й главі 2-го розділу закріплювався (вперше на конституційному рівні) статус центрального відомства державного безпеки – ОДПУ для об'єднання зусиль союзних республік у боротьбі з політичною та економічною контрреволюцією, шпигунством і бандитизмом. Мало діяти при РНК СРСР, а його голова входив до складу уряду СРСР з правом дорадчого голосу.
ОДПУ через спеціально призначених уповноважених при РНК союзних республік керувало роботою місцевих органів ДПУ. Нагляд за діяльністю ОДПУ мав здійснювати прокурор Верховного Суду СРСР.

#### Управління союзними республіками СРСР
У 10-й главі 2-го розділу встановлювалася система верховних органів влади і управління союзних республік. Вона загалом була такою самою, як і союзна структура: з'їзд рад, ЦВК, Президія ЦВК і РНК союзної республіки. У складі уряду союзної республіки мали діяти 6 республіканських наркоматів: землеробства, внутрішніх справ, юстиції, освіти, охорони здоров'я і соціального забезпечення.

#### Державні символи СРСР
В останній 11-й главі 2-го розділу визначалися державного символи (герб і прапор) і столиця СРСР – Москва.

## Зміни до конституцій
Прийняття Конституції зумовило внесення змін до чинних конституцій союзних республік, зокрема до Конституції Української Соціалістичної Радянської Республіки 1919, активізувало розвиток загальносоюзного законодавства, стало однією з причин 2-ї хвилі кодифікації законодавства у союзних республіках, у тому числі УСРР (див. Кодифікаційні роботи в УСРР).
За час дії Конституції 1924 до неї вносилися численні зміни. Вони стосувалися питань входження до складу СРСР нових республік (Туркменської, Узбецької та Таджицької РСР), змін адм.-території поділу (перехід спочатку на три-, а потім на двоступеневу систему управління), режиму роботи окремих органів влади, структури державного апарату СРСР тощо. Загалом ці зміни засвідчили тенденцію до розширення прав загальносоюзного центру і звуження прав союзних республік, а також до централізації та бюрократизації органів державного управління. Від 1927 строк скликання з'їзду рад СРСР змінився з одного разу на рік до одного разу на два роки. Відбулося створення нових загальносоюзних і об'єднаних наркоматів за рахунок відповідного зменшення кількості респ. наркоматів. До поч. 1935, внаслідок реорганізації наявних органів державного управління, були створені: загальносоюзні наркомати – зовнішньої торгівлі (груд. 1930), зернових і тваринницьких радгоспів (жовт. 1932), важкої, лісової (обидва – січ. 1932) та харчової (1934) промисловості, внутр. справ (1934); та об'єднані наркомати – землеробства (1929), постачання (1930), легкої промисловості (1932 – 4 верес. 1934), внутр. торгівлі (1934).
Конституція СРСР 1924 припинила чинність після прийняття Конституції СРСР 1936.